# Alex Kidd in Shinobi World
Alex Kidd in Shinobi World est un jeu vidéo de plates-formes de la série Alex Kidd sorti en 1990 sur Master System, dont l'épisode le plus célèbre est probablement Alex Kidd in Miracle World. Le level design est librement inspiré de l'univers du jeu vidéo Shinobi, avec de nombreux clins d'œil à ce titre issu des salles d'arcade.

## Système de jeu
Bien qu'il fasse partie de la série Alex Kidd, les mécaniques de jeu de Shinobi World sont différentes de celles de Alex Kidd in Miracle World et se rapprochent davantage de la version Master System de Shinobi. L'attaque de base d'Alex Kidd est un coup d'épée, qui peut être utilisé non seulement pour vaincre les ennemis, mais aussi pour ouvrir des coffres au trésor. Ces coffres contiennent divers objets tels que des points de vie supplémentaires, des fléchettes à lancer, une épée améliorée, des vies supplémentaires et une boule magique qui transforme temporairement Alex Kidd en tornade invincible.
Les fléchettes et l'épée améliorée remplacent l'épée de base d’Alex jusqu'à la fin du niveau, la défaite d'un boss ou la perte d'une vie. D'autres actions qu'Alex Kidd peut effectuer incluent un saut de mur à mur, ainsi que la capacité de se transformer en boule de feu volante après avoir tournoyé autour d'un poteau, d'une corde ou d'une barre horizontale.
Alex commence chaque niveau avec trois points de vie, mais peut remplir sa jauge de santé jusqu’à un maximum de six points. Lorsque le joueur a la vie maximale, tous les coffres contenant des cœurs offriront des vies supplémentaires à la place. Si le joueur bat un boss avec toute sa vie, il recevra un « Bonus Parfait » à la fin du niveau. Un « Bonus Secret » est également attribué si le joueur termine un niveau entier sans se faire toucher ni perdre de vie.
Le jeu est composé de quatre niveaux différents, inspirés des missions du jeu original Shinobi, chacun divisé en trois étapes. La troisième étape de chaque niveau consiste en un combat contre un boss.

## Synopsis
Un être maléfique connu sous le nom de Hanzo, le Ninja Noir, s’échappe après 10 000 ans de captivité et enlève la nouvelle petite amie d’Alex Kidd, alors que le couple profite d’un voyage tranquille sur la planète Shinobi. Impuissant face au méchant, Alex s’effondre en larmes, mais il est retrouvé par le fantôme du guerrier ancestral qui avait autrefois vaincu le Ninja Noir. Ce dernier lui révèle que Hanzo prévoit de sacrifier la petite amie d’Alex dans le cadre d’un rituel pour conquérir le monde. L’esprit du guerrier ancestral fusionne alors avec le corps d’Alex, lui transmettant sa force, ses compétences et son courage. Unis par ce pouvoir combiné, ils se lancent ensemble dans une quête pour sauver la petite amie d’Alex et vaincre une bonne fois pour toutes le Ninja Noir.

## Niveaux
- Round 1: Kabuto (Mari-oh[1] dans la version prototype, référence à Mario, mascotte de Nintendo, fabricant de la console concurrente de la Master System)
- Round 2: Raid of the Helicopters
- Round 3: The Jungle
- Round 4: The Battle with the Dark Ninja

## Accueil
- Jeuxvideo.com : 16/20[2]